# Sanok
Sanok er en by i den sydlige del af Województwo podkarpackie helt mod syd i Polen ved San-floden (heraf navnet). Sanok har omkring 41.000 indbyggere og er en af Polens ældste byer. Byen er administrativt sæde for et powiat (distrikt) samt for bykommunen Sanok og landkommunen af samme navn.
Sanok ligger lige nord for bjergområdet Bieszczady og i ganske kort afstand (mod øst og sydøst) fra naturparken Góry Słonne.

## Historie
Allerede i midten af det 12. århundrede var Sanok en befæstet by og et administrativt center. Byen var også i middelalderen tingsted for de lokale og regionale retsmyndigheder. Omkring 1339 bekræftede kong Kasimir 3. af Polen Sanoks købstadrettigheder. Den gotiske borg i Sanok ombyggedes i det 16. århundrede i renæssancestil. Stor betydning for udbredelsen af uddannelse og kultur i det 19. århundrede fik det trykkeri, der blev grundlagt i 1848 af Karol Pollak. I 1861 etablerede Pollak en boghandel og et lejebibliotek. En maskin- og vognfabrik grundlagt omkring 1890 danner basis for den nuværende busfabrik: Sanocka Fabryka Autobusów "Autosan". Under anden verdenskrig blev Sanok besat af tyskerne den 9. september 1939. I august 1944 blev byen indtaget af de sovjetiske styrker. Krigen medførte en hel del ødelæggelser, især inden for industrien.

## Landsbyer ved Sanok
- Besko
- Bukowsko
- Komańcza
- Sanok
- Tyrawa Wołowska
- Zarszyn
- Zagórz

## Sport
- Fjernvandrevej E8
- KH Sanok hockeyclub [2]

## Transport
- veje til Kraków og Wadowice
- jernbane

## Venskabsbyer
- Fürstenwalde/Spree
- Östersund

- Den russisk-ortodokse Treenigheds-kirke, bygget 1784 i klassicistisk stil.
- Rĺdhuset fra det 19.ĺrh.
- Tadeusz Kościuszko gate

- polsk folklore - Pogórzanie
- Prästgatan i centrala Sanok
- HK Sanok.

- Skansen i Sanok
- Autosan (busstillverkning)
- Borgen. Den gotiske borg blev ombygget i 1523-1548 i renæssancestil. Sidefløjene blev ødelagt i det 19.årh.

## Kendte personer fra Sanok
- Grzegorz z Sanoka
- Zdzisław Beksiński [3]